# 다카스기 신사쿠
다카스기 신사쿠(高杉 晋作, 1839년 9월 12일 ~ 1867년 5월 17일)는 에도 시대 후기의 조슈번 사무라이이다. 막말에는 존왕양이의 지사로서 활약하였다. 그는 종종 다니 우메노스케(谷梅之助) 라는 가명을 사용하여 도쿠가와 막부의 눈을 피해 활동하였다. 기병대를 창설해 조슈번의 도막운동을 주도했다.

## 초기 이력
다카스기는 조슈번 (현재의 야마구치현 ) 하기시에서 중류계급의 사무라이 집안에서 태어났다. 1852년 다카스기는 번교였던 메이린칸(明倫館)에 입학하여 한학과 검술을 배웠다. 1857년 요시다 쇼인이 세운 사립학교인 쇼카손주쿠(松下村塾)에서 공부하였다. 이후 다카스기는 요시다의 가장 총애하는 제자가 되었다. 1858년 다카스기는 막부의 군사교육 기관인 쇼헤이코에 들어갔다. 그러나 만엔 원년 번의 명령으로 1860년에 귀향하여 야마구치 현의 미녀라고 불리던 야마구치의 봉행 이노우에 헤에몬(대조 250석)의 차녀 마사와 결혼을 한다.

### 유학
1861년 분큐 원년에는 해군 수련을 위해 번이 소장하고 있던 군함 헤에신마루(丙辰丸)를 타고 에도를 통과한다. 신도무념류(神道無念流) 연병관 도장에서 검술을 익힌다. 8월에는 도호쿠 지방을 여행하고 사쿠마 쇼잔이나 요코이 쇼난 등과 친분을 쌓았다.
1862년 5월에는 번의 명령으로 고다이 토모아쓰 등과 함께 막부 사절 수행원으로 나가사키에서 청나라 상하이로 여행을 떠났다. 그곳에서 청나라가 서양의 식민지로 전락해가고 있는 실정이나 태평천국의 난을 견문하고, 7월에 귀국하였다. 일기인 《유청오록》(遊清五録)에 따르면 이 경험에 큰 영향을 받았다고 알려졌다. 다카스기는 중국과 같은 수난을 겪지 않으려면, 국력을 키워 서양 열강의 식민지로 전락하는 것을 막아야 한다고 주장하였다. 이것은 존왕양이 운동의 논리가 되었고, 조슈번에서 큰 영향을 끼쳤다.

### 존왕양이 운동
조슈번은 신사쿠의 여행 중에 수구파였던 나가이 우타가 축출되고, 존왕양이파가 부상했다. 신사쿠도 가쓰라 고고로(기도 다카요시)와 구사카 요시스케(구사카 겐즈이) 등과 함께 존왕양이 운동에 참가하여 에도, 교토에서 근황, 파약, 양이의 선전 활동을 펼쳐 각 번의 지사들과 교류를 했다.
1862년, 신사쿠는 “사쓰마한은 나마무기에 있는 오랑캐를 척살하고, 양이의 열매를 거뒀는데, 우리 번은 또 공무합체를 말하고 있다. 뭐든 양이의 결과를 거두어야 한다. 번 정부에서 이를 단행할 수 없다면”이라고 주장했다.
다카스기는 어린 나이에도 불구하고 번에서 영향력 있는 인사였는데, 당시 그는 양이운동의 선봉에 서서 극단적으로 서양 세력의 배척을 주장하였다. 1862년 12월 12일에는 막부의 칙령에 항의하기 위해 동지들과 함께 시나가와 고텐야마에 건설 중인 영국공사관을 방화하기도 하였다. 이러한 과격한 행동이 막부를 자극할까 두려워 한 번에서는 신사쿠를 에도에서 소환한다. 이후 요시다 쇼인의 탄생지인 마쓰모토 마을에서 초가집을 짓고, 동행(이미 업무)이라고 자칭하고, 십년의 은둔에 들어간다고 말했다.

## 쇼타이와 기헤이타이의 설립
다카스기 신사쿠는 조슈 번의 근대적 군대를 창설했다. 이 군대는 제1차, 제2차 조슈 정벌과 보신전쟁에서 막부군과 싸운 존왕파의 주된 무력이었다.
다카스기는 처음에 일종의 민병대인 쇼타이(諸隊)를 설립하였다. 봉건제 하에서 전쟁은 오직 사무라이 계급의 독점물이었으나, 다카스기는 이를 타파하고 모든 국민이 국가의 부름에 전쟁에 나서는 국민국가적인 군대를 구상한 것이다. 그리하여 농민, 상인, 공인, 스모 선수, 심지어는 불교 승려까지도 쇼타이에 가입시켰다. 다카스기는 이런 방안을 통해 번의 재정지출을 억제하면서도 전력을 증강시키려고 하였다. 1863년 다카스기는 특수한 쇼타이 부대를 만들고, 이를 기헤이타이(奇兵隊)라고 불렀다. 기헤이타이는 300명으로 구성되어 있었고, 이중 반은 사무라이 출신이었다.
1863년 다카스기는 교토에서 반조슈 쿠데타가 일어난 이후 여파가 미칠 것을 두려워한 조슈 번의 관리들에 의해 구금되었다.

## 막부체제의 동요
조슈 번은 시모노세키 앞바다의 서양 군함을 공격했다가 서양 세력의 반격으로 도리어 시모노세키가 포격당했다. 이후 프랑스 해군 육전대가 상륙하여 이에 맞서 조슈번의 사무라이들이 맞싸웠으나 패퇴하고 말았다. 이후 번의 군사력이 열세임을 깨달은 조슈 번은 다카스기를 석방시켜 서양세력과의 평화교섭을 맡기는 동시에 번 군사감독으로 번 군제를 개혁하도록 하였다. 그때 다카스기의 나이는 겨우 25살이었다.
다카스기는 이렇게 침락해 오는 서구 열강을 바로 맞서는 것은 무모하다고 생각하고, 서구 열강의 군사기술을 습득한 후 맞서야 한다고 생각하였다. 그리하여 다카스기는 기헤이타이를 최신식 소총을 갖춘 부대로 개편하였다. 또한 서구 배척에 중점을 둔 존왕양이 운동의 방향을 막부 타도로 변경하였다.
막부는 조슈 번이 교토를 점거한 것을 응징하기 위해 군대를 동원해 조슈 번을 침공했다. 조슈 번은 서양세력에 의해 군사력이 붕괴되었기 때문에, 막부의 원정군을 당해낼 수가 없었다. 조슈 번은 막부와 타협하기 위해 다카스기를 번에서 내보냈다. 다카스기는 추종자 10여명을 데리고 (이들 중 훗날 일본의 지도자가 되는 야마가타 아리토모, 이토 히로부미, 이노우에 가오루 등도 끼어있었다) 규슈로 갔다. 여기에서 다카스기는 조슈에 주둔한 막부군을 타도하기 위한 준비를 하였다. 이후 1865년 1월 13일 다시 이들과 막부군이 전투를 벌이게 되었다.

## 막부군 격파
3월에 다카스기는 그동안 키워온 기헤이타이를 동원하여 사무라이로만 이루어진 막부군을 격파하였다. 이 승리로 그는 조슈 번의 주된 정치, 군사 지도자가 되었다. 다음해 막부는 다시 군대를 보내어 조슈를 정벌하려고 하지만, 다카스기가 지휘하는 조슈 번의 병력은 이를 다시 격파하였다. (제2차 조슈 정벌). 이 패배로 막부의 권위는 땅에 떨어졌고, 이것을 본 사쓰마번은, 그동안 반목했던 조슈와 손을 잡고 막부 타도에 힘을 보태 메이지 유신을 성공시켰다.

## 죽음
그러나 다카스기는 이러한 성공을 보지 못하고 1867년 5월 17일 폐결핵으로 사망하였다. 이때 나이 겨우 28세였다. 이후 기헤이타이는 그의 부하였던 야마가타 아리토모가 지휘하였고, 1868년, 다카스기의 꿈인 막부 타도가 이루어졌다. 신정부가 수립되고, 일본 제국 육군이 설립됨에 따라 1870년 기헤이타이는 해체되었다.

## 유산
다카스기 신사쿠는 메이지 유신 초기의 주역이었다. 그러나 사카모토 료마와 비슷하게 성공을 앞두고 요절하는 바람에 이후 신정부의 지도자가 되지는 못하였다. 반면 그의 부하였던 야마가타와 이토, 기도 다카요시 등은 이후 신정부에서 수상 등의 고위직에 진출하였다. 그의 고향인 하기시에서는 그의 동상이 세워졌다.

## 인물
- 이른바 사세구에 대해서는
  - 재미있는 일이라곤 없는 세상을 재미있게(おもしろきこともなき世をおもしろく)
  - 재미있는 일이라곤 없는 세상에 재미있게(おもしろきこともなき世におもしろく)

이렇게 두 가지 설이 존재하지만 다카스기 직필의 사세구가 남아 있지 않으므로 정확한 것은 불명이다. 또한 도교안의 구비(句碑)는 "に"를 채용하고 있으며, 호후텐만구의 가비(歌碑)는 "を"를 채용하고 있다. 후루카와 가오루의 저서는 "を"를 채용하고 있는 한편, 이치사카 다로는 "に"를 채용하며 "'を'는 후년의 개작일 것이다"고 말한다. 아울러 다카스기 가문에 전해지는 《동행유고》로 이름붙여진 화장본(和装本)에는 "こともなき世に"라고 기록되어 있으며, 이 화장본은 신사쿠의 자필은 아니지만 원본과 교합(校合)한 것으로 사료되는 주필(朱筆)이 남겨져 있으므로 신사쿠 직필본을 베낀 것이 거의 확실하다.
한때는 죽을병으로 드러누운 신사쿠가 읊고 신사쿠의 병구완을 하던 노무라 모토니가 "사는 것은 마음이러라(すみなすものは心なりけり)"라는 말을 그다음에 이어지는 구절로 붙였다고 했었으나 근년의 연구에 따르면 이 노래는 죽기 전년에 벌써 읊었었다는 기록이 남아 있어 정확히는 사세구가 아니라는 설이 유력하다.
- 도도이쓰 "삼천세계의 까마귀를 죽이고, 임의 곁에서 잠을 청하고 싶어라(三千世界の鴉を殺し、主と添寝がしてみたい, 添寝를 '늦잠(朝寝)'으로 표기하는 경우도 있다)"는 일반적으로 신사쿠의 작품으로 전해지고 있다(기도 다카요시의 작품이라는 설도 존재). 이 도도이쓰는 오늘날에도 하기의 민요인 〈남자라면〉이나 〈요기쇼코쇼부시〉의 가사로서 불려지고 있다.

## 관련 인물
- 미타니 하루미치 - 신사쿠의 하인.